# Карточето
Карточето (итал. Cartoceto) је насеље у Италији у округу Пезаро и Урбино, региону Марке.
Према процени из 2011. у насељу је живело 411 становника. Насеље се налази на надморској висини од 245 м.

## Становништво
| 1936. | 1951. | 1961. | 1971. | 1981. | 1991. | 2001. | 2011. |
| ----- | ----- | ----- | ----- | ----- | ----- | ----- | ----- |
| 3.567 | 3.781 | 3.823 | 4.441 | 5.259 | 5.664 | 6.490 | 7.850 |